# 커트 도스

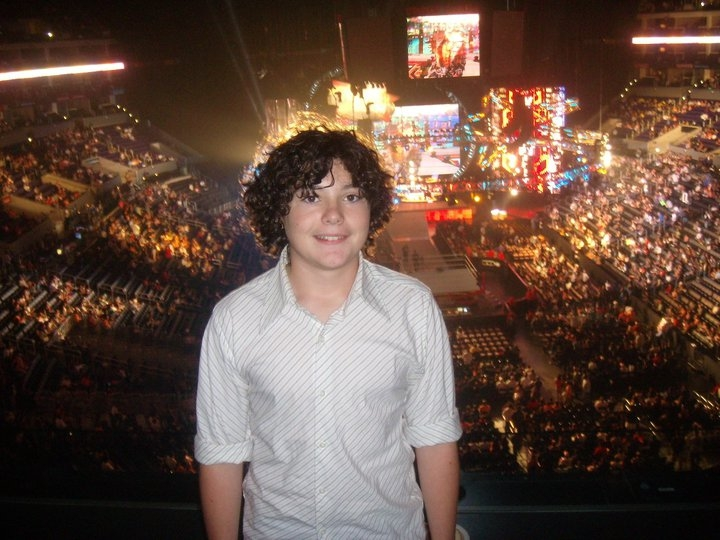

커트 도스(Kurt Doss, 1996년 9월 18일 ~ )는 미국의 배우, 텔레비전 배우이다.
이리에서 태어났다.

## 영화
- 넉클헤드 (2010년)
- 사람 만들기 (2008년)
- 섹시한 미녀는 괴로워 (2008년)
- 뉴 어드벤처 오브 올드 크리스틴 (2006년)
- 허프 (2004년)
- 천국에서 만난 다섯 사람 (2004년)
- 캐롤 크리스마스 (2003년)